# Urapteroides hyemalis
Urapteroides hyemalis är en fjärilsart som beskrevs av Butler 1887. Urapteroides hyemalis ingår i släktet Urapteroides och familjen Uraniidae. Inga underarter finns listade i Catalogue of Life.